# Johannes Mitterreither

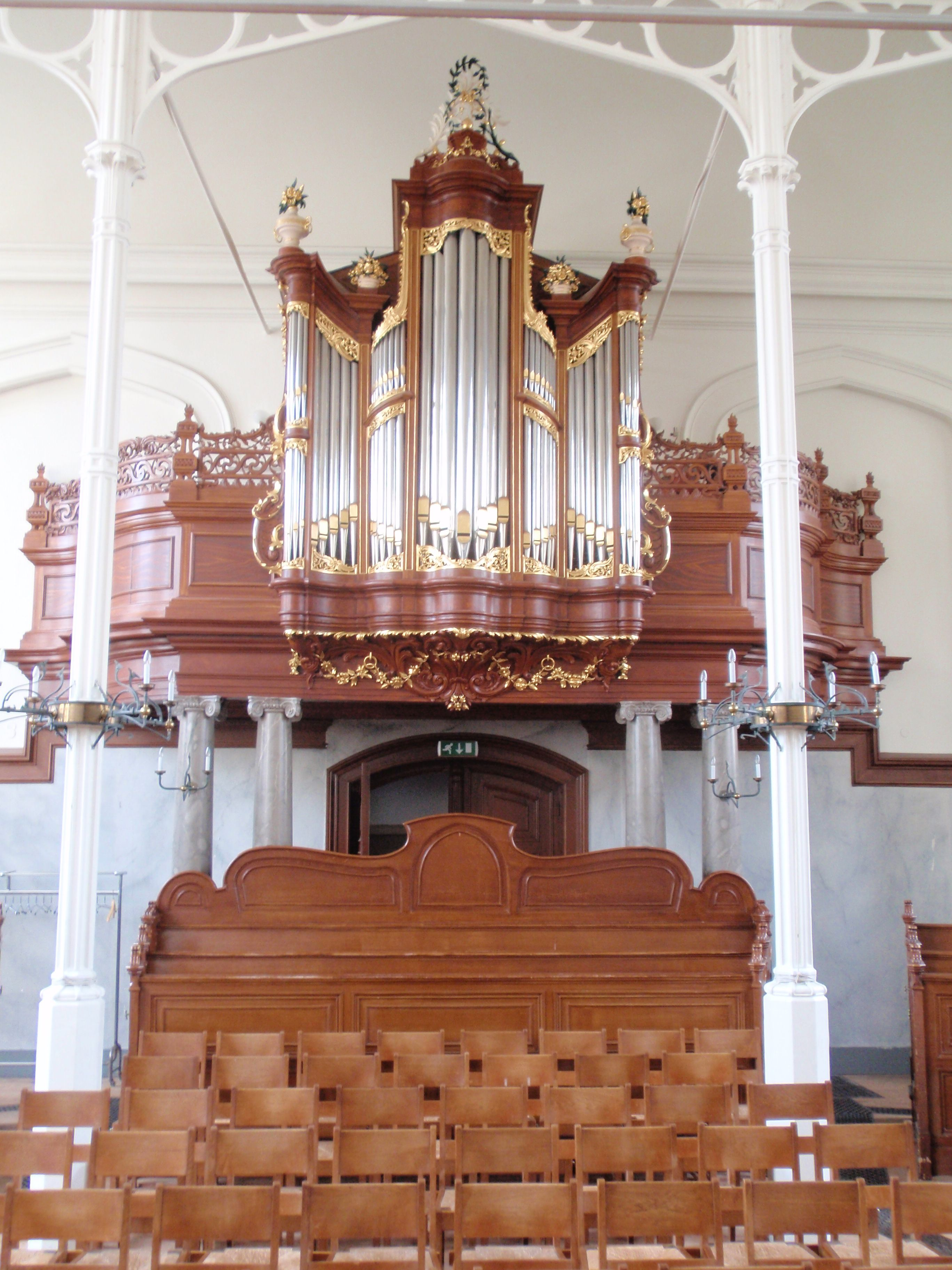
Mitterreitherorgel von 1774 in der Lokhorstkerk (Leiden)

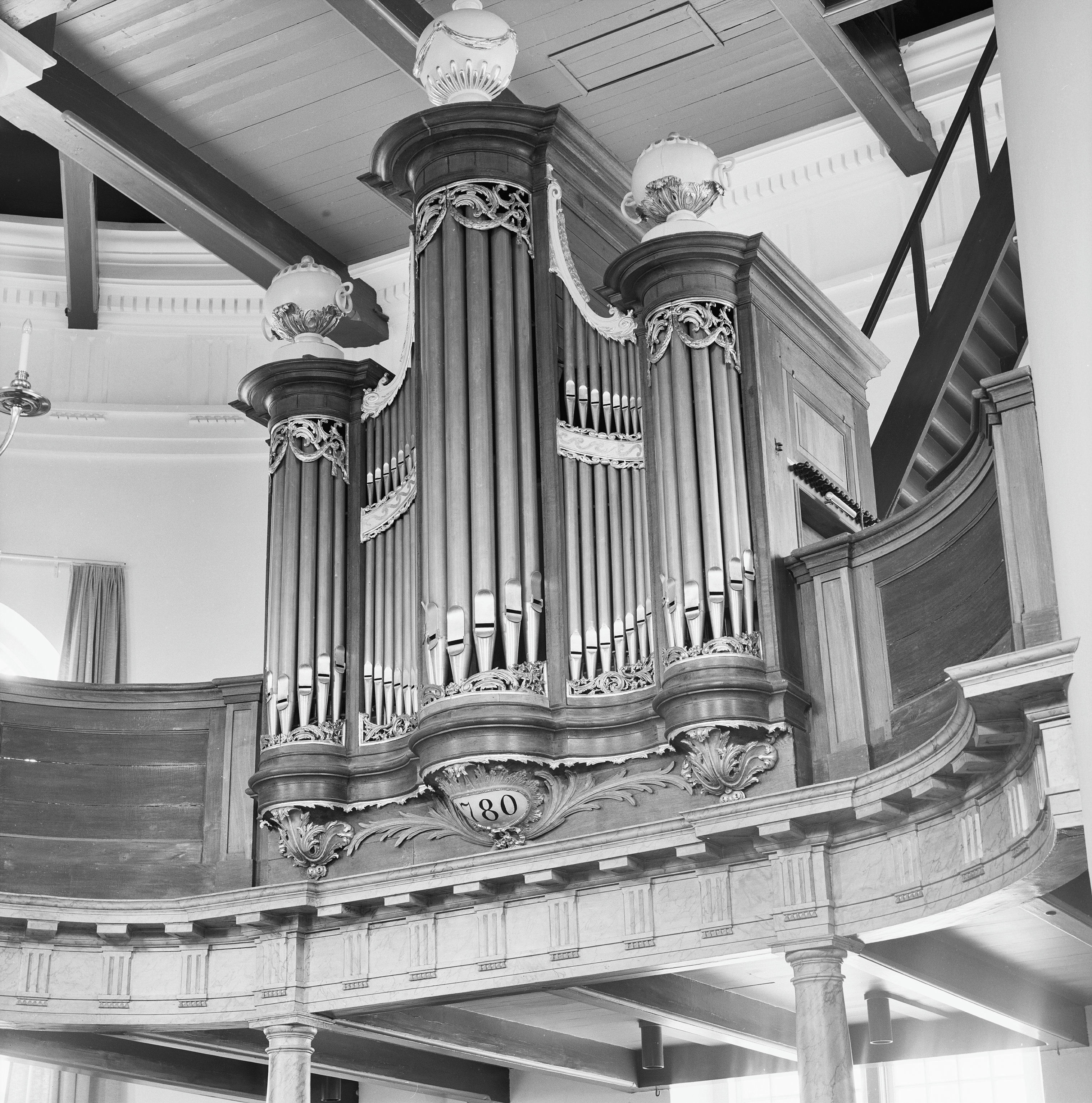
Mitterreitherorgel von 1780 in der Koepelkerk (Berlikum)

Johannes Joseph Mitterreither (* 20. November 1732 in Graz-Hl. Blut; † 20. Jänner 1800 in Leiden) war ein österreichischer Orgelbauer, dessen Schaffen nur in den Niederlanden ab ca. 1755 dokumentiert ist. Die Quellenlage lässt einige Aspekte seines Lebens im Ungewissen.

## Leben
Johannes Mitterreither war der Sohn von Katharina und Johann Georg Mitterreither, einem Orgelbauer in Graz. Um 1755 trat er, vermutlich mit abgeschlossener Lehre, beim Rotterdamer Orgelbauer J.J. Moreau in Dienst. 1761 ließ er sich in Gouda nieder. Ab 1766 stand er in Dienst des Orgelbauers Hermanus Hess. 1769 verließ er Gouda in wirtschaftlich prekärer Lage und ließ sich als selbständiger Orgelbauer in Leiden nieder, wo er rasch Fuß fassen konnte, da der dortige Markt durch das Ableben eines Meisters Pieter Assendelft frei geworden war. 1781 starb seine Gattin Hillegonda Ongarin, Witwe eines Gerardus Bekkers, und ließ ihn mit zwei Töchtern zurück. 1782 heiratete er Maria van Gils aus Breda  nach katholischem Ritus. Eine Rechnung von 1798 verrät auch nach vierzig Jahren in den Niederlanden den Gebrauch einer eigenwilligen Mischsprache aus Niederländisch und Deutsch.
Mitterreither starb 1800 eines plötzlichen Todes und wurde in Oegstgeest beerdigt.
Mitterreither wird zu den wichtigsten niederländischen Orgelbauern des 18. Jahrhunderts gezählt. Sein Schaffen wird auf vierzig Kirch- und Hausorgeln geschätzt, wovon die Mehrheit verloren ging, insbesondere sein Hauptwerk in der Hoorner Grote Kerk (vierzig Stimmen, drei Manuale und ein freies Pedal; zerstört 1838 durch einen Brand). Erhaltene Orgeln finden sich in der Zaandammer Sint-Bonifatiuskerk, der Berlikummer Koepelkerk, der Leidener Lokhorstkerk und der Heilige Lodewijkkerk ebenda. In der Sint-Laurentiuskerk in Voorschoten sind Teile einer Mitterreitherorgel von 1792 erhalten.